# 帕皮諾站
帕皮諾站（法語：Papineau，發音：[papino]）位於加拿大魁北克省蒙特利爾市市中心瑪利城區，是蒙特利爾地鐵1號線的車站。

## 外部連結
- （法文）（英文）蒙特利爾交通局：帕皮諾站 （页面存档备份，存于）（英文） （页面存档备份，存于）
- （法文）（英文）：帕皮諾站 （页面存档备份，存于）（英文） （页面存档备份，存于），含有帕皮諾站的資訊、歷史、車站結構與藝術品資料。